# اچ‌ام‌ای‌اس آرارات (ای‌سی‌پی‌بی ۸۹)
اچ‌ام‌ای‌اس آرارات (ای‌سی‌پی‌بی ۸۹) (به انگلیسی: HMAS Ararat (ACPB 89)) یک کشتی است که طول آن ۵۶٫۸ متر (۱۸۶ فوت) می‌باشد. این کشتی در سال ۲۰۰۶ ساخته شد.